# Clube do Hardware
Clube do Hardware é uma comunidade brasileira especializada em tecnologia da informação, com enfoque no hardware de computadores pessoais. Atualmente é focado em um fórum de discussões, onde usuários podem trocar informações e tirar dúvidas sobre tecnologia.
Possui uma comunidade bastante engajada, tendo o maior time brasileiro no projeto Folding@Home.

## História
Foi criado em 1996 pelo especialista em hardware Gabriel Torres, inicialmente como uma página pessoal no Geocities com o título "Hardware Por Gabriel Torres" a fim de divulgar o trabalho profissional. Em 1997 o autor registrou o domínio gabrieltorres.com, passando o site a chamar-se "Hardware Site". O nome definitivo, Clube do Hardware, foi adotado a partir de 1999.